# Volta a Espanya de 1948
La Volta a Espanya de 1948 fou la 8a edició de la Volta a Espanya i es disputà entre el 13 de juny i el 4 de juliol de 1948, amb un recorregut de 4.090 km dividits en 19 etapes, una d'elles dividida en dos sectors. L'inici i final de la cursa fou a Madrid. 54 corredors van prendre la sortida, 40 d'ells espanyols i sols 26 finalitzaren la cursa.
Aquesta edició va suposar una lluita aferrissada entre Bernardo Ruiz i Dalmacio Langarica. Ruiz representava la joventut emergent, mentre Langarica, vencedor el 1946, era el favorit. Alhora Julián Berrendero representava la veterania, però la desgraciada mort del seu pare a mitja cursa el va obligar a abandonar.
Després d'unes primeres etapes amb nombrosos canvis de líders, Langarica va guanyar la sisena etapa, la primera gran etapa de muntanya, amb un atac a la Carrasqueta i va aconseguir el liderat. En l'onzena etapa, que incloïa el pas pel coll d'Urkiola, Bernardo Ruiz va recuperar el liderat i ja no el va cedir fins al final de la cursa. En les darreres set etapes Langarica va llançar més de vint atacs, però cap d'ells va fructificar, i a més, en el decurs de la 16a etapa va patir una caiguda que el va allunyar no sols de la victòria final, sinó també de les posicions de podi. Ruiz també s'adjudicà la classificació de la muntanya.

## Etapes
| Etapa | Dia         | Recorregut                | Km       | Guanyador                                     | Líder                                         |
| ----- | ----------- | ------------------------- | -------- | --------------------------------------------- | --------------------------------------------- |
| 1a A  | 13 de juny  | Madrid - Madrid           | 14 (CRI) | Bernardo Ruiz (ESP) · Julián Berrendero (ESP) | Bernardo Ruiz (ESP) · Julián Berrendero (ESP) |
| 1a B  | 13 de juny  | Madrid - Valdepeñas       | 198      | Frans Gielen (BEL)                            | Frans Gielen (BEL)                            |
| 2a    | 14 de juny  | Valdepeñas - Granada      | 232      | Dalmacio Langarica (ESP)                      | Dalmacio Langarica (ESP)                      |
| 3a    | 15 de juny  | Granada - Múrcia          | 285      | Bernardo Ruiz (ESP)                           | Bernardo Ruiz (ESP)                           |
| 4a    | 16 de juny  | Múrcia - Alacant          | 230      | Roberto Vercellone (ITA)                      | Bernardo Ruiz (ESP)                           |
| 5a    | 17 de juny  | Alacant - València        | 163      | Dalmacio Langarica (ESP)                      | Dalmacio Langarica (ESP)                      |
| 6a    | 19 de juny  | València - Tortosa        | 201      | José Pérez Llacer (ESP)                       | Dalmacio Langarica (ESP)                      |
| 7a    | 20 de juny  | Tortosa - Barcelona       | 214      | Senén Mesa (ESP)                              | Dalmacio Langarica (ESP)                      |
| 8a    | 21 de juny  | Barcelona - Lleida        | 203      | Miquel Gual (ESP)                             | Dalmacio Langarica (ESP)                      |
| 9a    | 22 de juny  | Lleida - Saragossa        | 160      | Jean Lesage (BEL)                             | Dalmacio Langarica (ESP)                      |
| 10a   | 23 de juny  | Saragossa - Sant Sebastià | 276      | Dalmacio Langarica (ESP)                      | Dalmacio Langarica (ESP)                      |
| 11a   | 25 de juny  | Sant Sebastià - Bilbao    | 259      | Bernardo Ruiz (ESP)                           | Bernardo Ruiz (ESP)                           |
| 12a   | 26 de juny  | Bilbao - Santander        | 212      | Senén Mesa (ESP)                              | Bernardo Ruiz (ESP)                           |
| 13a   | 27 de juny  | Santander - Gijón         | 225      | Senén Mesa (ESP)                              | Bernardo Ruiz (ESP)                           |
| 14a   | 28 de juny  | Gijón - Ribadeo           | 200      | Jean Lesage (BEL)                             | Bernardo Ruiz (ESP)                           |
| 15a   | 29 de juny  | Ribadeo - La Corunya      | 156      | Miquel Gual (ESP)                             | Bernardo Ruiz (ESP)                           |
| 16a   | 1 de juliol | La Corunya - Ourense      | 261      | Miquel Gual (ESP)                             | Bernardo Ruiz (ESP)                           |
| 17a   | 2 de juliol | Ourense - Lleó            | 276      | Jean Lesage (BEL)                             | Bernardo Ruiz (ESP)                           |
| 18a   | 3 de juliol | Lleó - Segòvia            | 269      | Miquel Gual (ESP)                             | Bernardo Ruiz (ESP)                           |
| 19a   | 4 de juliol | Segòvia - Madrid          | 84       | Victorio Ruiz (ESP)                           | Bernardo Ruiz (ESP)                           |

## Classificacions finals

### Classificació general
| Classificació General | Classificació General         | Classificació General | Classificació General |
| Pos.                  | Ciclista                      | Equip                 | Temps                 |
| --------------------- | ----------------------------- | --------------------- | --------------------- |
| 1                     | Bernardo Ruiz (ESP)           | UE Sants              | 155h 06' 30"          |
| 2                     | Emilio Rodríguez (ESP)        | UE Sants              | + 9' 07"              |
| 3                     | Bernat Capó (ESP)             | Veloç Sport Balear    | + 20' 45"             |
| 4                     | Dalmacio Langarica (ESP)      | Insecticidas ZZ       | + 22' 19"             |
| 5                     | Senén Mesa (ESP)              | Bicicletas Gaitan     | + 24' 57"             |
| 6                     | Manuel Costa (ESP)            | Casa Galindo          | + 25' 52"             |
| 7                     | Manolo Rodríguez (ESP)        | Agris Radio           | + 33' 25"             |
| 8                     | José Pérez de las Heras (ESP) | UE Sants              | + 39' 37"             |
| 9                     | Miquel Gual (ESP)             | Veloç Sport Balear    | + 43' 35"             |
| 10                    | Antoine Giauna (FRA)          | Hojas afeitar Iberia  | + 1h 07' 38"          |

### Classificació de la muntanya
|   | Ciclista                 | Equip           | Punts |
| - | ------------------------ | --------------- | ----- |
| 1 | Bernardo Ruiz (ESP)      | UE Sants        | 28    |
| 2 | Dalmacio Langarica (ESP) | Insecticidas ZZ | 24    |
| 3 | Victorio Ruiz (ESP)      | Agris Radio     | 16    |